# Iglesia de San José (Biddeford)
La Iglesia de San José (en inglés Saint Joseph's Church) es una de las 5 iglesias de la Parroquia del Buen Pastor ubicada en 178 Elm Street en Biddeford, Maine (Estados Unidos). Es desde su construcción en 1870 el edificio más alto de Maine.

## Historia
La iglesia se ordenó a partir de un decreto del obispo David W. Bacon de la Diócesis de Portland que se hizo el 13 de mayo de 1870. La iglesia se hizo para la afluencia de inmigrantes católicos francocanadienses que venían de Quebec. La iglesia fue dedicada en 1883. El edificio también es conocido por sus vidrieras, órgano, arte y tamaño. La iglesia también tenía la Escuela de San José. Posteriormente, la escuela se fusionó, junto con otras escuelas, con la Escuela Saint James existente, que es la única escuela católica bajo la Parroquia del Buen Pastor.

## Descripción
La misma entrada de la iglesia comienza con el nártex. Aquí, a derecha e izquierda hay escaleras al coro. Inmediatamente después de esto, hay un pasillo a la derecha y un pasillo a la izquierda que lleva a los baños. Luego, hay un juego de puertas en la nave. Hay entonces 29 filas de bancos con cuatro columnas de cada fila (excepto la más lejana a la izquierda y la derecha tiene solo 24 filas). El techo y las paredes al lado del techo están adornados con 8 grandes murales que representan la vida de Jesús. Los arcos entre las columnas también contienen figuras. La alfombra verde luego conduce al santuario.
Inmediatamente antes del santuario, a la izquierda, otra escalera conduce a la entrada lateral y también a la Capilla de Santa Ana en el sótano. Antes del presbiterio, a la derecha, está la sección del coro. Aquí, hay un: piano, una consola de órgano Allen de 3 manuales y dos filas de bancos para los miembros del coro. El presbiterio, que está por encima del resto de la iglesia, contiene un altar, tabernáculo, púlpito, atril y reclinatorios para lectores laicos y monaguillos.
A los lados de la iglesia hay siete grandes vitrales. Entre cada vidriera hay dos grandes esculturas de piedra adheridas a la pared, cada una de las cuales representa una estación de la cruz.
El coro, que está sobre el nártex, alberga una consola de órgano y también contiene música de repuesto, una escalera al campanario y también todo el órgano de tubos y cañas.
El órgano se amplió y los tubos se complementaron con voces digitales en 2001, cuando se instaló la consola Allen Organ. La Iglesia técnicamente contiene dos órganos, la consola en el coro se conecta con los tubos originales, incluidas las campanas. La consola Allen contiene tanto las voces electrónicas, con parlantes ubicados detrás del tabernáculo en el frente, así como detrás de los tubos en el coro. La consola Allen también interactúa con el órgano de tubos, lo que permite tocar ambos órganos sin problemas.